# Suka Makmur (Kutalimbaru)
Suka Makmur is een bestuurslaag in het regentschap Deli Serdang van de provincie Noord-Sumatra, Indonesië. Suka Makmur telt 1981 inwoners (volkstelling 2010).